# Aphidius colemani
Aphidius colemani es una pequeña avispilla de 3 o 4 mm de longitud parasitoide de varias especies de pulgones entre los que destacan Macrosiphum euphorbiae (pulgón verde de la patata, berenjena, tomate, etc.), Aulacorthum solani (pulgón de la patata) y otros pulgones en cultivos y especies silvestres.
Se utiliza en programas de control biológico de áfidos en diversos cultivos.